# Un enfant dans la tête
Pour les articles homonymes, voir I Am Here.
Pour plus de détails, voir Fiche technique et Distribution.
Un enfant dans la tête (I Am Here) est un film dramatique germano-danois écrit et réalisé par Anders Morgenthaler et sorti en 2014. 

## Synopsis
Maria, la quarantaine, PDG d'une entreprise de transports, est mariée et semble heureuse. Pourtant, depuis une dizaine d'années, elle tente de concevoir un enfant. Après une énième fausse couche, elle apprend qu'elle ne sera jamais mère de sa vie. Elle apprend qu'il existe un réseau de prostitution qui exploite des mineures et qui se trouve le long de la frontière germano-tchèque. Prête à tout pour avoir un bébé, au bord de la folie, elle espère sauver celui d'une très jeune prostituée qu'elle espère recueillir.  

## Fiche technique
- Titre original : I Am Here
- Titre français : Un enfant dans la tête
- Titre québécois :
- Réalisation : Anders Morgenthaler
- Scénario : Anders Morgenthaler
- Direction artistique : Natascha Tagwerk
- Décors :
- Costumes : Silke Faber
- Photographie : Sturla Brandth Grøvlen
- Son :
- Montage : Olivia Neergaard-Holm
- Musique : Jóhann Jóhannsson
- Production : Marie Cecilie Gade et Julie Lind-Holm
- Sociétés de production : Zentropa, One Two Films
- Distribution :
- Budget :
- Pays d’origine : Allemagne et Danemark
- Langue : anglais
- Format : Couleur
- Genre : drame
- Durée : 97 minutes
- Dates de sortie :
  -  Danemark : 11 septembre 2014
  -  États-Unis : 12 juin 2015
  -  France : 12 janvier 2017 (Diffusion TV)

## Distribution
- Kim Basinger : Maria
- Jordan Prentice : Petit
- Sebastian Schipper : Peter
- Peter Stormare : le Russe
- Robert Hunger-Bühler : Magnus
- Nina Fog : Nina
- Sabine Haupt : Sasja